# 삼촌 (만화가)
삼촌(본명: 이지은, 1992년 ~ )은 대한민국의 만화가이다.

## 인물
베스트 도전만화 출신. '이런 영웅은 싫어'란 작품으로 한국만화영상진흥원에 지원을 받아 2011년 11월 2일에 정식으로 네이버 웹툰에 입성했다.

## 작품

### 만화
- 즐거운 나의 집

도전만화 시절의 작가가 그렸던 첫 작품.(미완결)

- 이런 영웅은 싫어

삼촌 작가의 첫작. 조회수는 그리 높진 않으나 스토리 만화부분 전체 별점순위 1위, 수요웹툰 중 별점순위 1위의 높은 평점을 기록하고 있다.(완결)
- 귀곡의 문

삼촌 작가의 두번째 작, 전작에서부터 이어진 매니아층의 지지를 받으며 완결났다. (완결)

## 수상
- 2012 독자만화대상 대상부문 4위

'이런 영웅은 싫어' 수상작

## 행사
- 지구촌 불끄기 행사(일러스트 기부 참여)